# Gouvix

Gouvix este o comună în departamentul Calvados, Franța. În 1 ianuarie 2022 avea o populație de 828 de locuitori.